# Ken Follett
Ken Follett – születési nevén Kenneth Martin Follett – (Cardiff, Wales, 1949. június 5. –) brit (walesi) író, aki történelmi kalandregényeket, valamint a 20. és a 21. században játszódó krimiket, kalandregényeket és thrillereket ír. Világszerte több mint 100 millió példányban adták el köteteit. A The New York Times magazin bestsellerlistájának első helyét négy könyve érte el: Könyörtelenül (1979), Kulcs a Manderley-házhoz (1980), Kaland Afganisztánban (1986) és Az idők végezetéig (2007). Számos regényét megfilmesítették, köztük mozifilmre vitték az 1978-as első sikerkönyvét, A tű a szénakazalbant Donald Sutherland főszereplésével, valamint a A katedrális és Az idők végezetéig című művét televíziós sorozat formájában vitték képernyőre. Mindkét sorozat jelentős magyar részvétellel és nagyrészt magyarországi helyszíneken készült.

## Élete és pályája

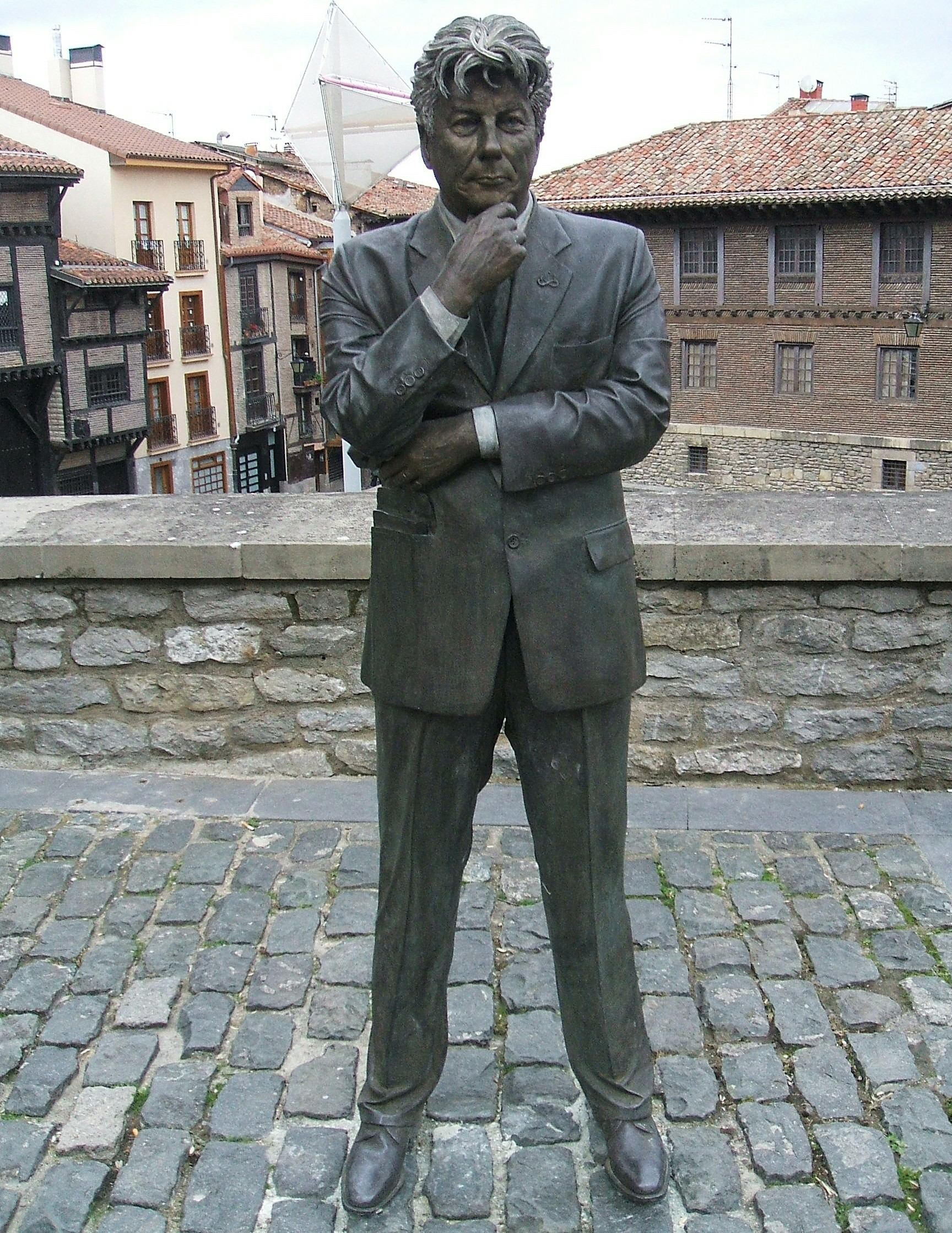
Ken Follett szobra Baszkföld fővárosában Vitoria-Gasteizben, Spanyolországban

Martin Follett, adóellenőr és Lavinia Veenie Follett első gyermeke, három testvére van. Mint a Keresztyén Testvérgyülekezet tagjai, szülei eltiltották a filmektől, a televíziózástól és a rádió hallgatásától, de anyja tehetséges mesélő volt, és a gyermek sokat olvasott. Mivel a családnak nem sok pénze volt könyvekre, ezeket közkönyvtárból kölcsönözte.
Tízéves korában családjával Londonba költöztek, és ott végezte el a középiskolát. Eleinte nem nagyon érdekelte az iskola, de fokozatosan kiváló tanuló lett. 1967-ben a University College Londonba felvételizett, ahol filozófiát tanult. Több országban zajló nagy radikális baloldali diákmegmozdulások időszaka volt, főleg a vietnámi háború ellen, amelyekben Follett is részt vett. 1968-ban megnősült, és még ugyanabban az évben megszületett első fia, Emanuele. 1970-ben diplomázott, azután pedig egy három hónapos újságírói tanfolyamot végzett el.
1971-ben a cardiffi South Wales Echo napilap alkalmazta újságíró gyakornokként. Ott három éven át dolgozott. Napi eseményekről írt riportokat és a popzene iránt érdeklődve olyan sztárokkal készített interjúkat, mint a Led Zeppelin tagjai vagy Stevie Wonder.
1973-ban visszatért Londonba és az Evening News riportere lett. Ekkor is érdeklődött a politika iránt, de balközép irányzatra váltott és a Munkáspárt nem túlságosan tevékeny tagja lett. Ugyanabban az évben megszületett a második gyermeke. Nem volt elégedett az újságírói pályán való előremenetelével, ezért 1974-ben elhagyta és a szerény Everest Book könyvkiadóban vállalt állást. Ugyanakkor elkezdett regényeket írni, egyeseket álnéven, másokat saját nevén. Az első könyve Nagy-Britanniában a The Big Needle (Titkok), az Egyesült Államokban a The Big Apple címmel 1974-ben megjelent kalandregény volt. Ennek nem volt sikere, de az író fokozatosan ismertebbé vált az 1978-ig megjelenő hasonló típusú, de nem jelentős sikerű regényeivel. Azokban az években kapcsolatban volt az amerikai Al Zuckerman irodalmi ügynökkel, aki hasznos tanácsokkal látta el ahhoz, hogy művei széleskörű olvasóközönséget vonzzanak.
A nagy sikert, amely azonnal nemzetközi is lett, az Eye of the Needle (A tű a szénakazalban) című kémregénnyel érte el. Ezzel 1979-ben elnyerte az első irodalmi díját is, az Edgar Allan Poe-díjat. Mivel regényéből tíz millió példány kelt el, Follett gazdag lett és nem vállalt többé állást. Ugyanabban az évben villát bérelt ki Dél-Franciaországban, Grasse közelében, és ott éltek családjával három éven át. Azután Angliában, Surrey megyében telepedtek le. Az író sokat dolgozott, és számos kiadott könyve továbbra is nagy sikernek örvendett.
Ken Follett aktívan vesz részt a közéletben az oktatást támogató és karitatív szervezetekben.

### Magánélete
Follett 1968-ban házasodott meg először Mary Emma Ruth Elsonnal, akivel két fia van. 1985-ben elvált tőle és Barbara Follett házastársa lett, aki 1997-től 2010-ig a képviselőház tagja volt és 2007-ben egyenlőségi miniszter a Gordon Brown-kormányban. Hertfordshire megyében laknak.
Az író zenerajongó és amatőr zenészként egy együttesben basszusgitáron játszik.

## Művei
Ken Follett néhány regényét különböző címeken is kiadták, mind magyarul, mind az eredeti angol nyelven, ill. előfordul, hogy azonos címmel más fordítás is készült.
| Kiadás éve | Magyar cím                                       | Eredeti cím                                                                 |
| ---------- | ------------------------------------------------ | --------------------------------------------------------------------------- |
| 1974       | Titkok                                           | The Big Needle                                                              |
| 1974       | –                                                | The Big Black                                                               |
| 1975       | –                                                | The Big Hit                                                                 |
| 1975       | –                                                | The Shakeout                                                                |
| 1976       | –                                                | The Bear Raid                                                               |
| 1976       | –                                                | Amok: King of Legend                                                        |
| 1976       | Rejtekhely A függöny lehull                      | The Mystery Hideout The Secret of Kellerman's Studio                        |
| 1976       | A Modigliani-botrány                             | The Modigliani Scandal                                                      |
| 1977       | Papírpénz                                        | Paper Money                                                                 |
| 1978       | –                                                | Capricorn One                                                               |
| 1978       | Az évszázad bankrablása Csatornatöltelékek       | The Heist of the Century The Gentleman of 16 July Under the Streets of Nice |
| 1978       | A tű a szénakazalban                             | Eye of the Needle Storm Island                                              |
| 1979       | Könyörtelenül Hárman                             | Triple                                                                      |
| 1980       | Kulcs a Manderley-házhoz                         | Key to Rebecca                                                              |
| 1982       | Egy férfi Szentpétervárról                       | The Man from St. Petersburg                                                 |
| 1983       | Teherán Sasok szárnyán                           | On Wings of Eagles                                                          |
| 1986       | Kaland Afganisztánban                            | Lie Down with Lions                                                         |
| 1989       | A katedrális – Kingsbridge-sorozat I.            | The Pillars of the Earth                                                    |
| 1991       | Alattunk az óceán                                | Night Over Water                                                            |
| 1993       | Veszélyes gazdagság                              | A Dangerous Fortune                                                         |
| 1995       | Az ígéret földje                                 | A Place Called Freedom                                                      |
| 1996       | A harmadik iker                                  | The Third Twin                                                              |
| 1998       | Az Éden kalapácsa                                | The Hammer of Eden                                                          |
| 2000       | Zérókód Visszaszámlálás                          | Code to Zero                                                                |
| 2001       | Vadmacskák                                       | Jackdaws                                                                    |
| 2002       | Hat nap múlva telihold A Hornet útja             | Hornet Flight                                                               |
| 2004       | Az ördög műve                                    | Whiteout                                                                    |
| 2007       | Az idők végezetéig – Kingsbridge-sorozat II.     | World Without End                                                           |
| 2010       | A titánok bukása – Évszázad-trilógia 1.          | Fall of Giants                                                              |
| 2012       | A megfagyott világ – Évszázad-trilógia 2.        | Winter of the World                                                         |
| 2014       | Az örökkévalóság küszöbén – Évszázad-trilógia 3. | Edge of Eternity                                                            |
| 2017       | A tűzoszlop – Kingsbridge-sorozat III.           | A Column of Fire                                                            |
| 2020       | Egy új korszak hajnala                           | The Evening and the Morning                                                 |
| 2021       | Soha                                             | Never                                                                       |
| 2023       | A világosság fegyverei – Kingsbridge-sorozat IV. | The Armour of Light                                                         |

### Magyarul
- A tű a szénakazalban; ford. Szíjgyártó László; Magvető, Bp., 1983 (Albatrosz könyvek)
- Egy férfi Szentpétervárról. Regény; ford. Sarlós Zsuzsa; Árkádia, Bp., 1985
- A Modigliani-botrány; ford. Ladányi Katalin; Magvető, Bp., 1989 (Albatrosz könyvek)
- Kaland Afganisztánban; ford. Dücső Csilla; Victoria, Pécs, 1989
- Sasok szárnyán; ford. Fazekas László; I. P. Coop, Bp., 1990 (I. P. C. könyvek)
  - (Teherán címen is)
- Papírpénz; ford. Ladányi Katalin; Magvető, Bp., 1990
- Kulcs a Manderley-házhoz; ford. Szíjgyártó László; Magvető, Bp., 1990
- A katedrális; ford. Terényiné Szabó Mária et al.; Victoria, Pécs, 1990
- Könyörtelenül; ford. Ladányi Katalin; I.P.C., Bp., 1991 (I. P. C. könyvek)
  - (Hárman címen is)
- Hárman; ford. Ladányi Katalin; I. P. C. Könyvek Kft., Bp., 1991
  - (Könyörtelenül címen is)
- Alattunk az óceán; ford. Losonci Gábor; Victoria, Pécs, 1991
- Veszélyes gazdagság; ford. Losonci Gábor; Victoria, Pécs, 1993
- Teherán; ford. Fazekas László; Victoria, Pécs, 1993
  - (Sasok szárnyán címen is)
- Titkok; Likra, Novi Sad, 1994
- Ken Follett–René L. Maurice: Csatornatöltelékek; ford. Sarlós Zsuzsa; JLX, Bp.–Los Angeles, 1994
  - (Az évszázad bankrablása címen is)
- Az ígéret földje; ford. Fazekas István; Victoria, Pécs, 1995
- A rejtekhely; ford. Détári István / Az űrt járt ikrek; ford. Marton Péter; Szintarév, Bp., 1995
  - (A függöny lehull címen is – A rejtekhely)
- A harmadik iker; ford. Fazekas István; Victoria, Pécs, 1996
- Ken Follett–René L. Maurice: Az évszazad bankrablása. Csatornatöltelékek; ford. Sarlós Zsuzsa; JLX, Bp.–Los Angeles, 1996
- A függöny lehull; ford. Détári István / Az űrt járt ikrek; ford. Marton Péter; Szintarév, Bp., 1997
  - (A rejtekhely címen is – A függöny lehull )
- Az Éden kalapácsa; ford. Fazekas István; Gabo–Magyar Könyvklub, Bp., 1999
- Zérókód; ford. Rácz Péter; Gabo–Magyar Könyvklub, Bp., 2000
- Vadmacskák; ford. Ladányi Katalin; Gabo, Bp., 2001
- Visszaszámlálás; ford. Révbíró Tamás; Reader's Digest, Bp., 2001 (Válogatott könyvek)
- A Hornet útja; ford. Barkóczi András; Reader's Digest, Bp., 2003 (Reader's Digest válogatott könyvek)
- Hat nap múlva telihold; ford. Ladányi Katalin; Gabo, Bp., 2003
- Az ördög műve; ford. Ladányi Katalin; Gabo, Bp., 2004
- Az ördög műve; ford. Barkóczi András; Reader's Digest, Bp., 2005 (Reader's Digest válogatott könyvek)
- Az idők végezetéig; ford. Sóvágó Katalin; Gabo, Bp., 2008
- A katedrális; ford. Kézdy Beatrix et al.; átdolg., jav. kiad.; Gabo, Bp., 2010
- A titánok bukása. Évszázad-trilógia 1.; ford. Bihari György, Sóvágó Katalin; Gabo, Bp., 2010
- A megfagyott világ. Évszázad-trilógia 2.; ford. Bihari György, Sóvágó Katalin; Gabo, Bp., 2012
- Az örökkévalóság küszöbén. Évszázad-trilógia 3.; ford. Bihari György, Sóvágó Katalin; Gabo, Bp., 2014
- A katedrális. Kingsbridge-sorozat I.; átdolg., jav. kiad.; Gabo, Bp., 2017
- Az idők végezetéig. Kingsbridge-sorozat II.; ford. Sóvágó Katalin; Gabo, Bp., 2017
- A tűzoszlop. Kingsbridge-sorozat III.; ford. Bihari György, Sóvágó Katalin; Gabo, Bp., 2017
- Egy új korszak hajnala. A Kingsbridge-sorozat előzménykötete; ford. Bihari György, Sóvágó Katalin; Gabo, Bp., 2020
- Soha; ford. Sóvágó Katalin; Gabo, Bp., 2021

## Adaptációk

### Mozifilmek, tévéfilmek és -sorozatok
- 1981 – Eye of the Needle (A tű a szénakazalban) – német-brit mozifilm;[6]
- 1985 – The Key to Rebecca (Kulcs a Manderley-házhoz) – amerikai tévéfilm;
- 1986 – On Wings of Eagles (Sasok szárnyán) – kétrészes amerikai tévésorozat;
- 1994 – Lie Down with Lions (Kaland Afganisztánban) – brit-amerikai tévéfilm;
- 1997 – The Third Twin (A harmadik iker) – kanadai tévéfilm;
- 2010 – Eisfieber (Az ördög műve) – német tévéfilm;
- 2011 – The Pillars of the Earth (A katedrális) – nyolcrészes német-kanadai tévésorozat;
- 2012 – World Without End (Az idők végezetéig) – nyolcrészes német-kanadai tévésorozat;
- 2016 – Die Pfeiler der Macht (Veszélyes gazdagság) – kétrészes német tévésorozat.

### Musicalek
- 2016 – Jordens Søjler – dán musical A katedrális nyomán;[6]
- 2019 – Den Evige Ild – dán musical A tűzoszlop nyomán;
- 2020 – a spanyol Los Pilares de la Tierra musical színpadravitelének elkezdése a A katedrális nyomán.[7]

### Egyéb adaptációk
Megalkottak két videójátékot A katedrális nyomán és egyet-egyet Az idők végezetéig és A tűzoszlop nyomán.
2023-ban megjelent franciául a Les Piliers de la Terre (A katedrális) képregénynek az első kötete. Öt további kötetének megjelentetése van tervben.

## Elismerései
- 1979 – az amerikai Edgar Allan Poe-díj A tű a szénakazalbannak;[10]
- 1994 – a University College London tagsága;[10]
- 1999 – az olasz Bancarella-díj az Éden kalapácsának;[11]
- 2003 – a német Corine irodalmi díj(wd) a Vadmacskáknak;[10]

– az amerikai Audie-díj a Vadmacskáknak;
- 2007 – a University of Glamorgan(wd) díszdoktori címe;[10]

– a Saginaw Valley State University (Michigan) díszdoktori címe;
- 2008 – a University of Exeter(wd) díszdoktori címe[10]

– a spanyolországi (baszkföldi) Építészek Vasco Navarro Hivatalos Kollégiumának Olaguibel-díja az építészet népszerűsítéséért;
- 2010 – A thriller mestere-díj a kanadai International Thriller Writers(wd) részéről;[14]
- 2011 – a Literature Wales(wd) (volt Welsh Academy) tagsága;[10]
- 2013 – A thriller nagymestere-díj a Mystery Writers of America részéről;[10]

– a spanyol Qué Leer de los Lectores-díj a A megfagyott világnak;
- 2018 – a Royal Society of Literature(wd) tagsága;[16]

– a University of Hertfordshire díszdoktori címe;
– a A Brit Birodalom Rendjének parancsnoki fokozata;
- 2019 – a francia Művészetek és Irodalom Érdemrendjének tiszti fokozata.[10]